# SOLITAIRE
SOLITAIRE（ソリティア）は、日本のロックバンド。
感情的な歌詞と繊細かつ攻撃的な演奏が特徴。
関西を拠点に精力的に活動している。

## メンバー
- 白井竣馬（しらい しゅんま 生年月日：1994年5月19日） Vo/Gt
- 村上幸平（むらかみ こうへい 生年月日：1995年2月20日） Gt
- 樹下卓弥（きのした たくや 生年月日：1996年9月18日） Dr

## 旧メンバー
- てっちゃん（てっちゃん 生年月日：1994年1月7日） Gt
- りょうへい（りょうへい 生年月日：1994年9月14日） Dr
- 植田拓椰（うえだ たくや 生年月日：1994年） Gt
- ひらみー（ひらみー 生年月日：1994年） Dr
- 古澤徳之（ふるさわ のりゆき 生年月日：1994年9月16日） Gt サポート
- 吉田和起（よしだ かずき 生年月日：1994年） Gt サポート
- アーシェダンなおと（あーしぇだん なおと 生年月日：1995年） Dr
- 麻生京樹（あそう けいじゅ 生年月日：1994年） Dr サポート
- うけさん（うけさん 生年月日：1994年10月24日） Ba/Cho

## 来歴
2011年
3月、白井、てっちゃん、りょうへい、うけさんの4人で結成。
2012年
4月4日、1st DEMO『アス』を販売開始。
11月30日、2nd DEMO『勿忘草』を販売開始。
2013年
1月25日、石山U-STONEにて初のワンマンライブを行う。同時にGtてっちゃん、Drりょうへいが脱退。
2月、Gt植田、Drひらみーが加入。
5月、Drひらみーが脱退。Drアーシェダンが加入。
6月9日、3rd DEMO『月の夜へ』を発売開始。
8月、WOMCADOLEとそりどーれツアーを決行。Gt植田が脱退。
8月、Gt古澤がサポートで加入。
9月、サポートGt古澤が脱退。Gt吉田がサポートで加入。
10月、サポートGt吉田が脱退。Gt村上が正式メンバーとして加入。
2014年
4月26日、4th DEMO『writer』を販売開始。Drアーシェダンが脱退。
5月、Dr麻生がサポートで加入
6月、サポートDr麻生が脱退。
7月、Dr樹下がサポートで加入。
8月、サポートDr樹下が正式メンバーとして加入。
2015年
1月23日、1st single『19才』を販売開始。
3月26日、Baうけさんが脱退。
8月1日、 バンド名を SOLITAIRE から Eim(エイム)ヘ改名。
　　　　　　また Eim として 1st DEMO『駄目人間』を販売開始。

## 作品

### 参加オムニバス
- 「そりどーれツアー　無料オムニバス」（2013年8月30日）
『泣いて、』